# Atlético El Vigía Fútbol Club

Atlético El Vigía Fútbol Club é um clube de futebol da Venezuela fundado em 13 de agosto de 1987 por um grupo de comerciantes na cidade de El Vigía na Venezuela. Joga suas partidas no Estádio Olímpico Ramón "Gato" Hernández.
Em nível nacional o clube ganhou três vezes a Segunda Divisão Venezuelana.

## Títulos
- Campeonato Venezuelano da Segunda Divisão: 1992-93, 2002-03, 2006-07